# J-OCTA
J-OCTA (ジェイオクタ ) は、日本のJSOL社が開発している材料物性解析ソフトウェアである。

## 概要
ゴム・プラスチック・薄膜・塗料・電解質など多岐に渡る材料開発に際し、原子スケールからマイクロメートルスケールまでの材料特性を、コンピュータ上で予測する材料物性解析ソフトウェア。
産学連携プロジェクトで開発された ソフトマテリアルに対する統合的なシミュレータ「OCTA」の商用版ソフトウェアである。分子動力学、平均場法、弾性体や流体の有限要素法などの各種ソルバーを有している。

## 歴史
2002年の｢OCTA」リリース後に、（株）日本総合研究所にて開発され、2005年にV1.0をリリースした。その後、定期的にバージョンアップがされており、2012年3月にV1.6がリリースされた。

## 日本での展開
2006年以降は会社分割に伴い（株）日本総研ソリューションズが、2009年以降は、（株）JSOLが開発、販売している。また、定期的にユーザー会を開催している。

## 海外での展開
2012年より、英語版の販売を開始している。

## バージョン
最新版のバージョンは3.0。（2017年3月現在）